# Karlsberg Holding

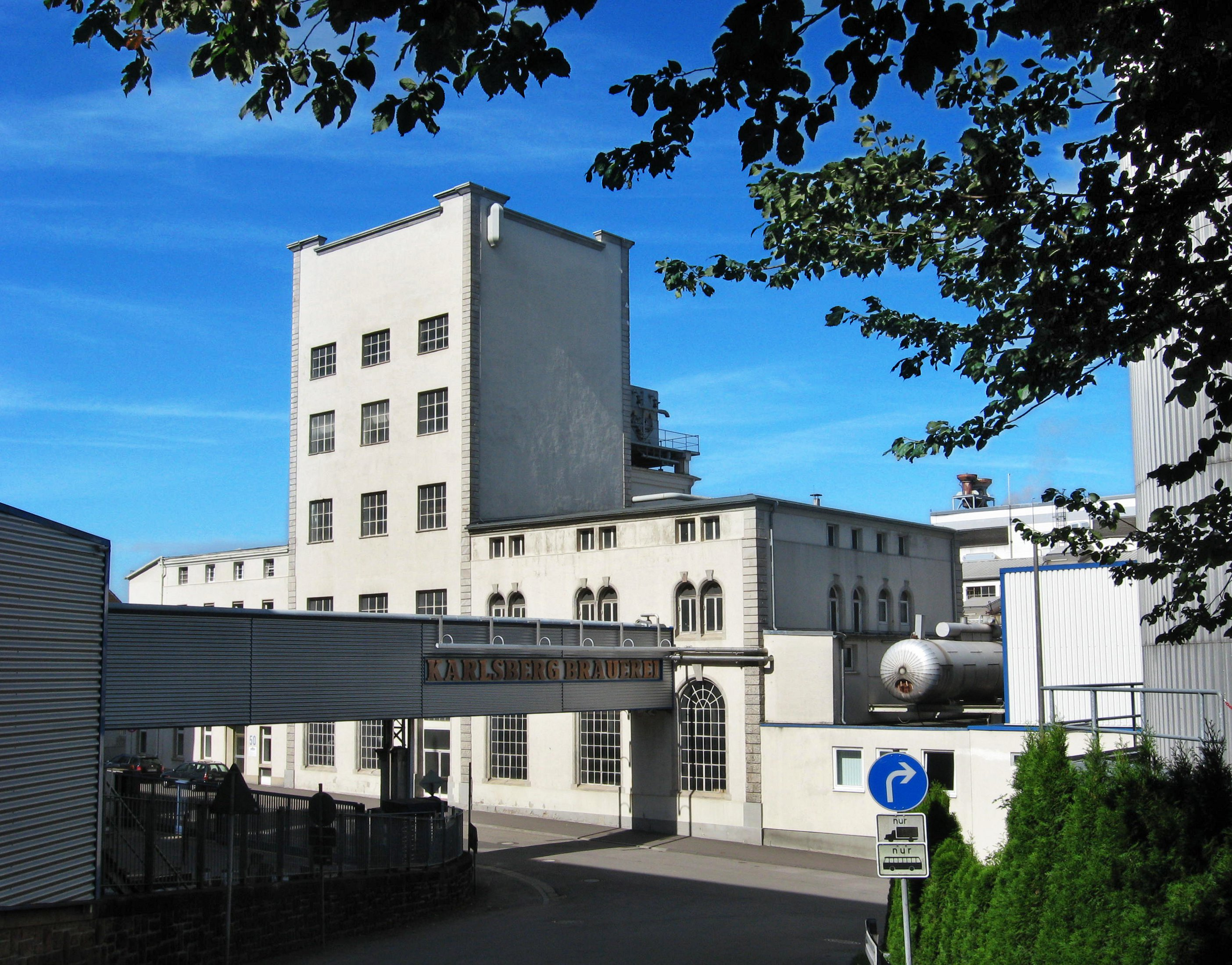
Blick auf ältere Teile der Brauerei in der Karlsbergstraße in Homburg

Die Karlsberg Holding GmbH in Homburg ist die Führungsgesellschaft des Karlsberg-Verbunds, welche aus der gleichnamigen Brauerei entstand und neben der Produktion von Bier- und Biermischgetränken in den Bereichen des Getränkevertriebs sowie der Transport- und Eventdienstleistungen aktiv ist. Der Kernbereich des Unternehmens ist die 1878 durch Christian Weber in Homburg gegründete Karlsberg Brauerei, aus welcher durch diverse Übernahmen und Ausgründungen die heutige Unternehmensgruppe entstand. Die Unternehmen des Karlsberg-Verbunds mit ca. 1.100 Mitarbeitern bieten Getränke und (Gastro-, Transport-)Dienstleistungen an.

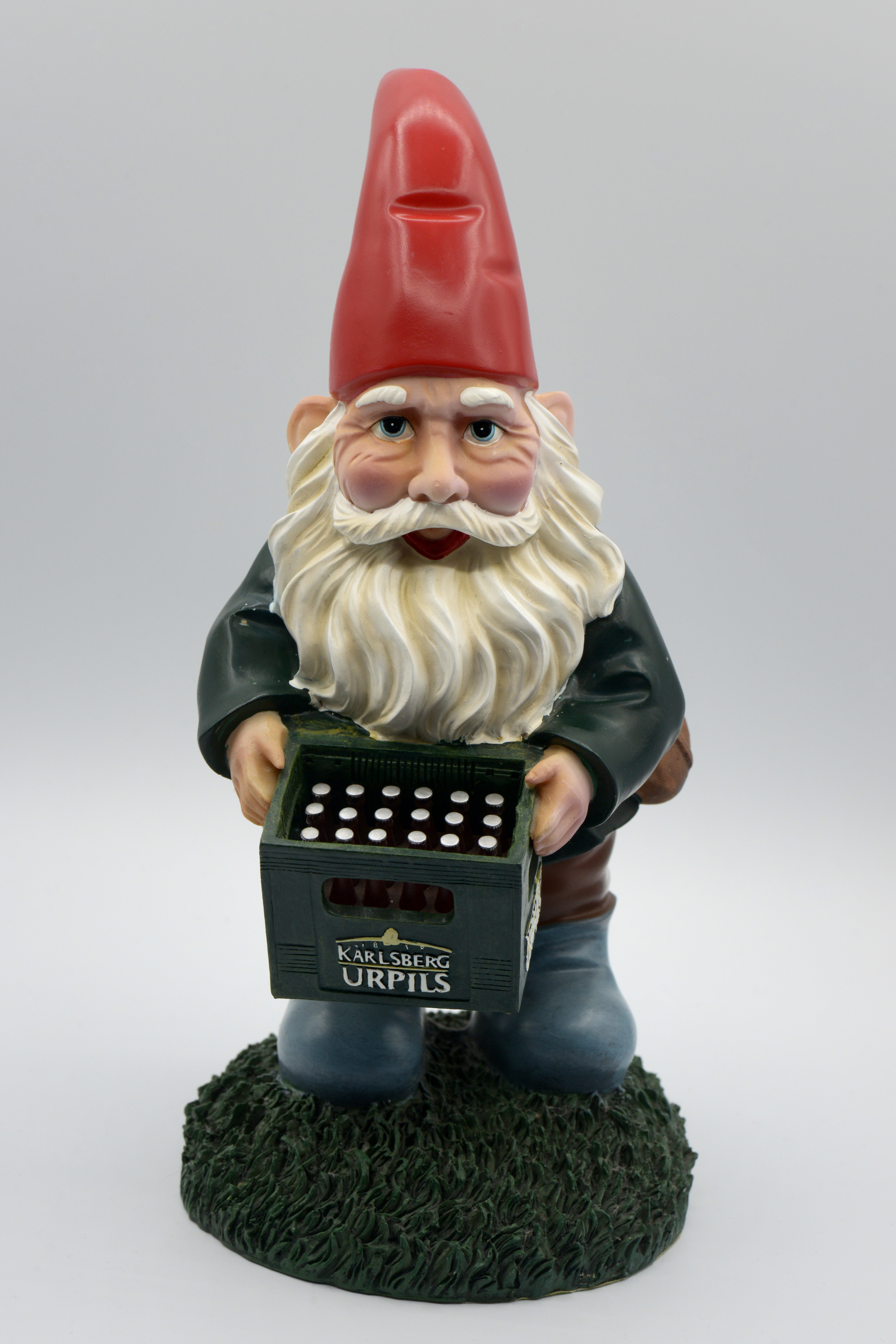
Werbung mit dem Gartenzwerg Hansi UrPils (2004)

## Struktur und Leitung
Die Karlsberg Holding GmbH (auch als Karlsberg Verbund bezeichnet) fungiert als Muttergesellschaft der Gruppe, welche direkt und indirekt Beteiligungen an den operativen Unternehmen der Gruppe wie z. B. der Karlsberg Brauerei GmbH, den französischen Töchtern in Saverne, darunter die Brasserie Licorne SAS, verschiedenen Vertriebstöchtern sowie an der Mineralbrunnen Überkingen-Teinach GmbH & Co. KGaA hält.
Die Geschäftsführung der Holding besteht aus Richard Weber, Christian Weber, Martin Adam und Markus Meyer.
Der langjährige Firmenchef Richard Weber war ab 2002 bis Juli 2008 Präsident des Deutschen Brauer-Bundes. Die Karlsberg-Gruppe wird von Christian Weber als Generalbevollmächtigter geleitet. Christian Weber wurde im Juni 2023 zum Präsidenten des Deutschen Brauer-Bundes gewählt, zuvor war er DBB-Vizepräsident. Im Mai 2025 wurde Christian Weber zum Präsidenten des europäischen Brauer-Bundes Brewers of Europe gewählt.
Geschäftsführer der Karlsberg Holding GmbH ist Markus Meyer, der 2021 die Position des CEO Deutschland des Karlsberg Verbunds übernommen hat und damit für das gesamte Deutschland-Geschäft der Gruppe, inklusive der Mineralbrunnen Überkingen-Teinach GmbH & Co. KGaA verantwortlich ist. Meyers Position als Geschäftsführer der Vertriebstochter Vendis Gastro GmbH & Co. KG übernahm am 1. November 2021 André May. Zum 1. Februar 2022 wurde die Vendis Gastro GmbH & Co. KG in Karlsberg Direkt GmbH & Co. KG umbenannt.

## Betriebsgröße
Die Karlsberg Brauerei GmbH in Homburg beschäftigt 180 Mitarbeiter (Stand: 2024). Die Mitarbeiterzahlen der Karlsberg Gruppe liegen bei ca. 1.100 Mitarbeitern insgesamt (Stand 2024), davon etwa 700 am Stammsitz in Homburg.
Der Umsatz ging im Jahr 2008 auf rund 296 Millionen Euro zurück, nach 310 Millionen Euro im Jahr 2007. Der Bierausstoß von Karlsberg lag 2008 bei 3,5 Millionen Hektolitern, davon fielen 450.000 Hektoliter auf Mixery. Der Umsatz der Karlsberg Brauerei GmbH alleine lag 2019 bei 125,8 Mio. €. Im Geschäftsjahr 2024 verzeichnete die Karlsberg Brauerei GmbH einen Umsatz von 123,4 Millionen Euro.

## Aktivitäten

### Biersegment Deutschland und Frankreich
Die Karlsberg Brauerei GmbH betreut das Biersegment in Deutschland. Dazu gehört auch die Karlsberg Direkt GmbH & Co. KG.
Partner für das Exportgeschäft in Frankreich ist die Licorne Gruppe (Brasserie Licorne SAS, Karlsbräu CHR und Saverne Transport) in Saverne.

### Alkoholfreie Getränke und Non Beverage
Zur Karlsberg Holding GmbH gehört das gesamte Segment der alkoholfreien Getränke einschließlich der Beteiligungen an der Mineralbrunnen Überkingen-Teinach GmbH & Co. KGaA.
Zum Bereich Non Beverage gehören auch die konzernzugehörigen Immobilienverwaltungen und bis 31. Dezember 2022 auch die Fascination Food Tiefkühlkost-Zentrale in St. Ingbert.

## Produkte

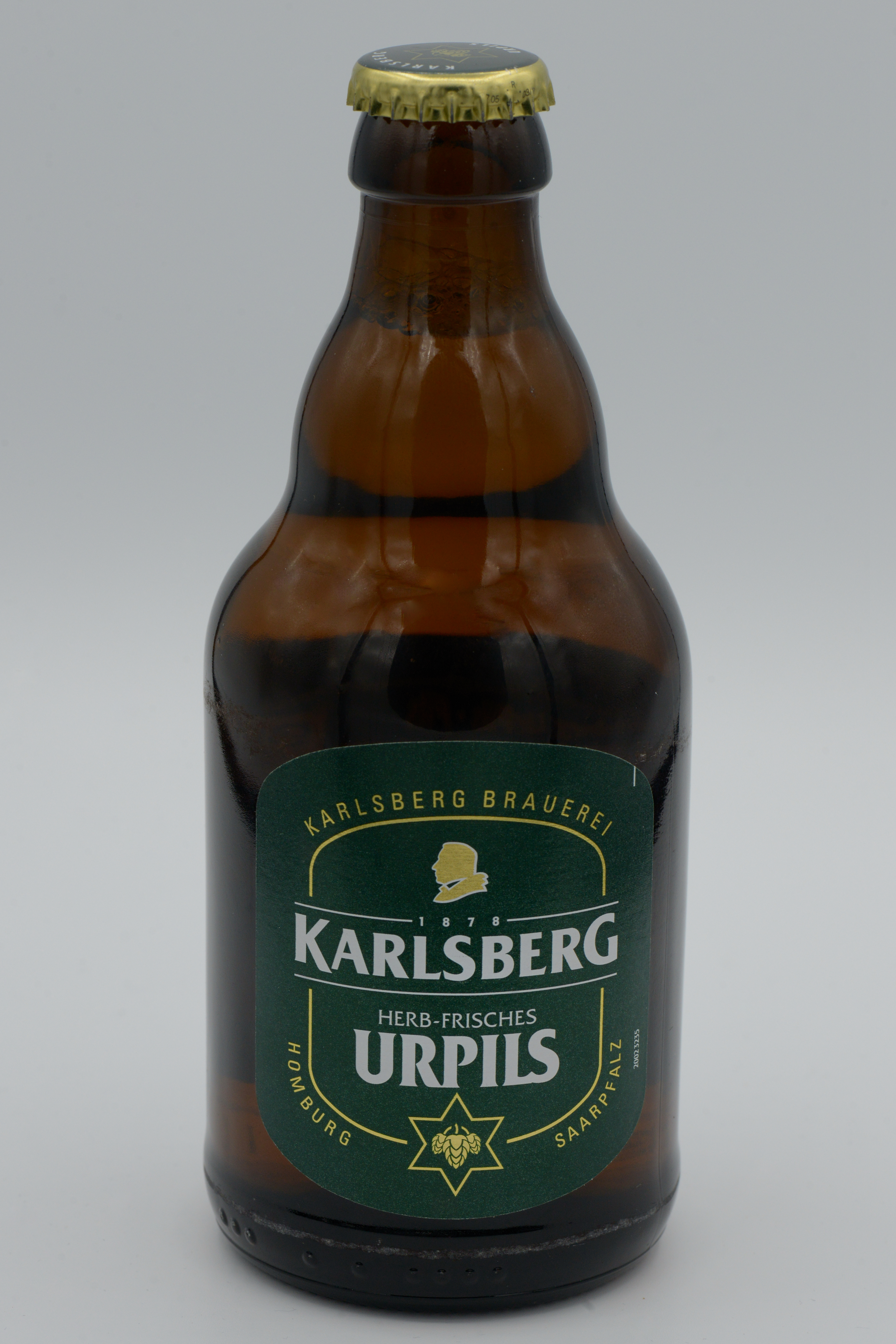
Urpils in Stubbiflasche (Design 2018–2020)

Zu den Produktinnovationen der Brauerei zählt das 1996 eingeführte Karlsberg MiXery. Es war das erste Biermischgetränk aus Cola und Bier auf dem deutschen Markt. Karlsberg ist damit bis heute Marktführer. Ebenfalls 1996 führte Karlsberg Desperados (Bier mit Tequila-Aroma) im deutschen Markt ein. Der Vertrieb ging im Januar 2010 an Heineken Deutschland.
Die frühere Karlsberg Brauerei KG Weber (heute: Karlsberg Brauerei GmbH) erzielte im Geschäftsjahr 2004/2005 etwa 50 % ihrer Umsätze mit Bier, ihrem ursprünglichen Kerngeschäft. Diese Entwicklung entspricht dem seit 1994 angestrebten Vorhaben, neben dem reinen Biergeschäft ein Standbein im Markt der alkoholfreien Getränke aufzubauen.

### Biere

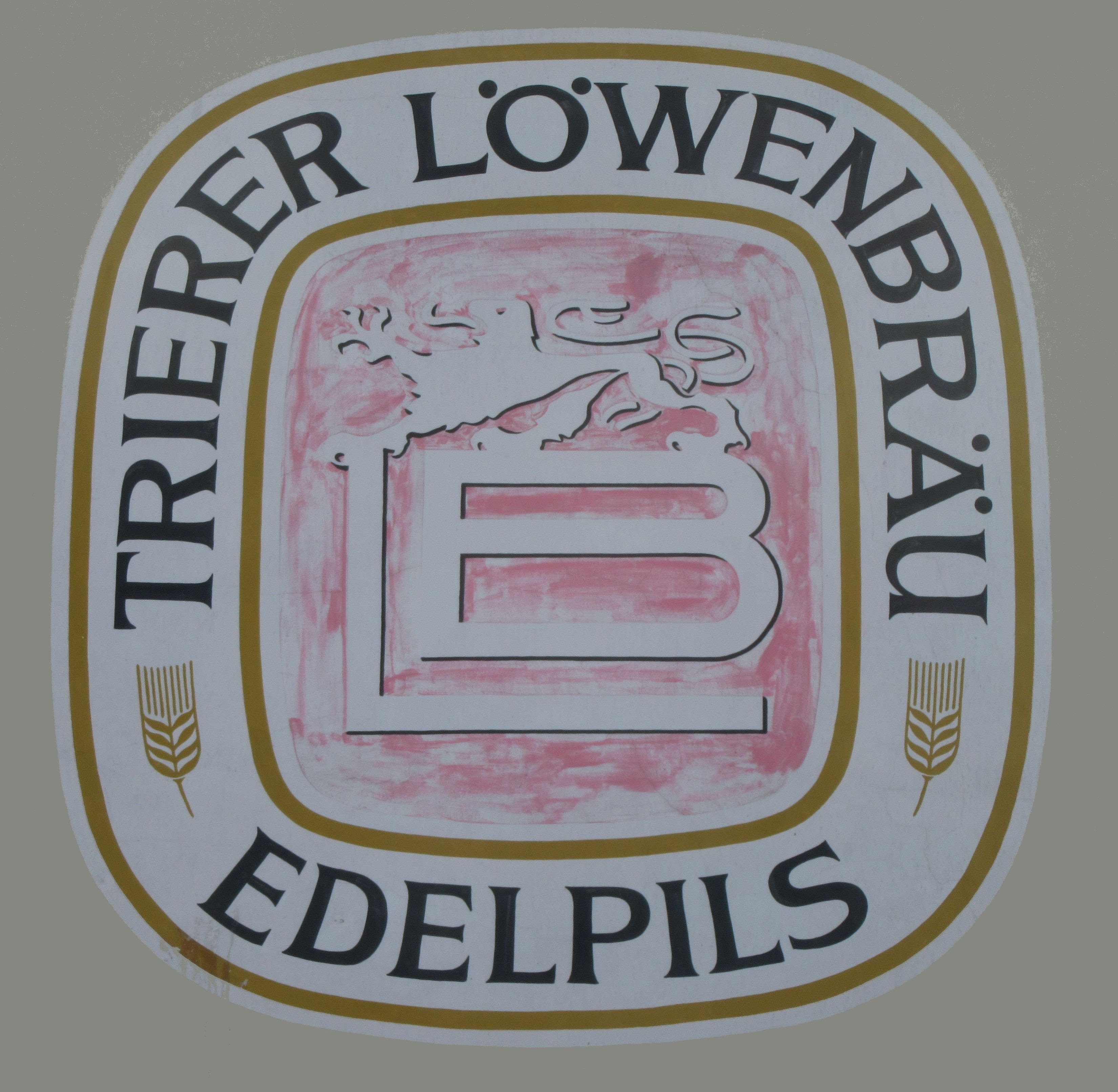
Trierer Löwenbräu, Logo

Neben Karlsberg UrPils (Pils), welches von der Brauerei als Premiummarke beworben wird, stellt Karlsberg rund 20 weitere Biere her, darunter Export, Helles, Pils, Kellerbier, Starkbier (Karlsberg Bock) und verschiedene Weizenbier-Varianten. Auch werden lokal Biere unter dem Namen übernommener Brauereien vertrieben, bspw. Becker’s Pils und Trierer Löwenbräu.

#### Alkoholfreies Bier
Unter der Marke Gründel's produziert Karlsberg seit 1988 alkoholfreies Bier. 2020 erfolgte eine Umbenennung in Karlsberg Pilsner alkoholfrei. Zudem wird ein alkoholfreies Weizen produziert. Zusätzlich produziert Karlsberg Malzbier. Bis zur alleinigen Übernahme der Vitamalz-Produktion durch Krombacher braute Karlsberg als Mitglied des Vitamalz-Verbundes unter dieser Marke. Zusätzlich wurde ein eigenes Malzbier unter dem Namen Fit Malz hergestellt. Seit einer Anpassung der Markensystematik wird das Malzbier als Karlsberg Brauermalz vertrieben. Ebenfalls im alkoholfreien Portfolio ist das feinherbe Pilsener alkoholfrei.

### Biermischgetränke
Den nationalen Durchbruch schaffte die Brauerei mit dem Trendgetränk MiXery, einem Gemisch aus Bier und Cola und einem geheim gehaltenen weiteren Zusatzstoff, genannt „X“, der wohl eher als Marketing-Gag zu verstehen ist. Heute steht das „X“ für die Mischkompetenz. MiXery war das erste Biermischgetränk dieser Art am nationalen und internationalen Markt und ist immer noch Marktführer. Unter der Marke MiXery werden inzwischen auch weitere Biermischgetränke in diversen Geschmacksrichtungen angeboten, beispielsweise Cola-Bier Orange, Lemon und Cherry sowie Iced Blue als Mix mit Energy-Drink.
Das Sortiment umfasst ebenso ein Radler.

#### Alkoholfreie Biermischgetränke
Die vormals unter der Marke Gründel's alkoholfreien Biermischgetränke, alkoholfreier Radler sowie Gründel's Fresh (ein Mix mit Apfelsaft) werden seit 2020 unter der Dachmarke Karlsberg vertrieben. Gleichzeitig wurde das Angebot um einen Mix mit Grapefruit erweitert.

### Fruchtsäfte
Im Jahr 2004 festigte Karlsberg seine Stellung im Saftmarkt durch den Zusammenschluss mehrerer im Konzernbesitz befindlicher und vormals getrennt voneinander operierender Fruchtsafthersteller (Merziger Fruchtgetränke GmbH und Klindworth Fruchtsäfte GmbH mit der Niehoffs-Vaihinger Fruchtsäfte GmbH) zur Tucano Vertriebs GmbH & Co. KG. An der Tucano-Holding GmbH, zu deren Marken auch Merziger zählt, waren bis zum 31. Dezember 2007 die Karlsberg Brauerei KG Weber mit 75 % und Friedrich Niehoff mit 25 % beteiligt. Mit Wirkung vom 1. Januar 2008 wurde das Unternehmen inkl. Tochterunternehmen an die mehrheitlich zu Karlsberg gehörende Mineralbrunnen Überkingen-Teinach GmbH & Co. KGaA verkauft.
Im Januar 2015 wurde die ehemalige Niehoffs Vaihinger GmbH in die Niehoffs Vaihinger Fruchtsaft GmbH umfirmiert. Die Saftgesellschaften, die Tucano Holding GmbH und deren Beteiligungen inklusive der Lauterecker Fruchtsaft GmbH wurden zur Niehoffs Vaihinger Fruchtsaft GmbH zusammengeführt.
Von 1999 bis 2014 zählte auch der Fruchtsafthersteller Erwin Dietz GmbH in Osterburken zur Karlsberg-Gruppe.

### Mineralwasser und Limonaden

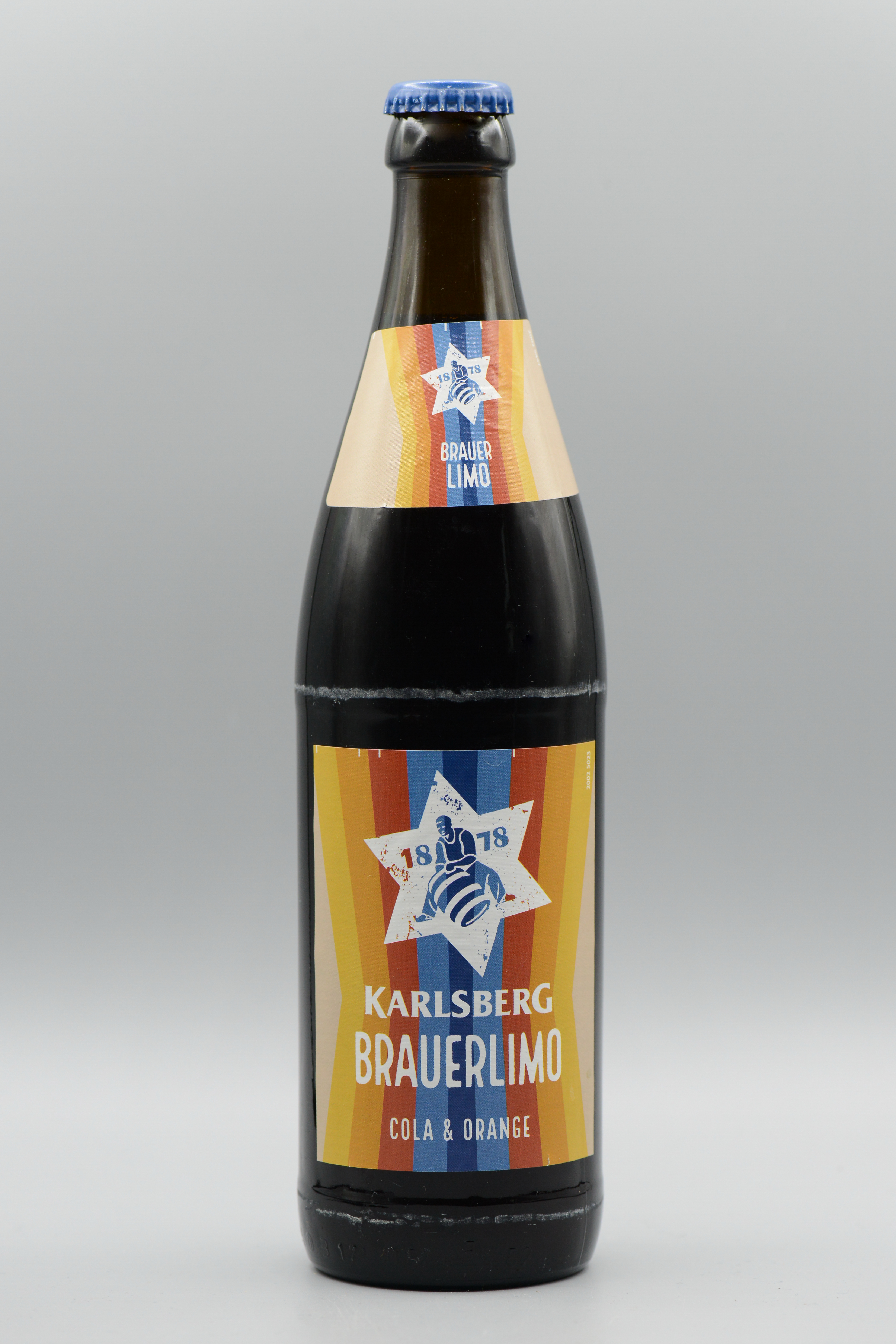
Karlsberg Brauerlimo in der NRW-Flasche (2021–2022)

Der Anteil der Karlsberg-Gruppe an den Stammaktien der Mineralbrunnen Überkingen-Teinach GmbH & Co. KGaA in Bad Teinach-Zavelstein lag zum Jahresende 2024 bei 42,68 %. Diese stellt Mineralwasser, stilles Wasser, Heilwasser und andere alkoholfreie Getränke auf Wasserbasis her. Zu Karlsberg gehörte bis 2020 auch die Gesundbrunnen Bad Rilchingen GmbH in Rilchingen-Hanweiler.
Unter der Sorte Karlsberg Brauerlimo wurde zudem bis Frühjahr 2025 eine Limonade in der Geschmacksrichtung Cola-Orange vertrieben.

### Sonstige Aktivitäten
Neben dem Getränkesegment bedient der Karlsberg Unternehmensverbund auch die Bereiche Logistik und E-Commerce (u. a. mit Saverne Transports S.A.R.L. und Karlsberg Direkt GmbH & Co. KG). Außerdem veranstaltet die Brauerei mehrere Volksfeste wie das Karlsberg Bockbierfest und die Braunacht (in Homburg und anderen Städten der Region).

## Firmengeschichte

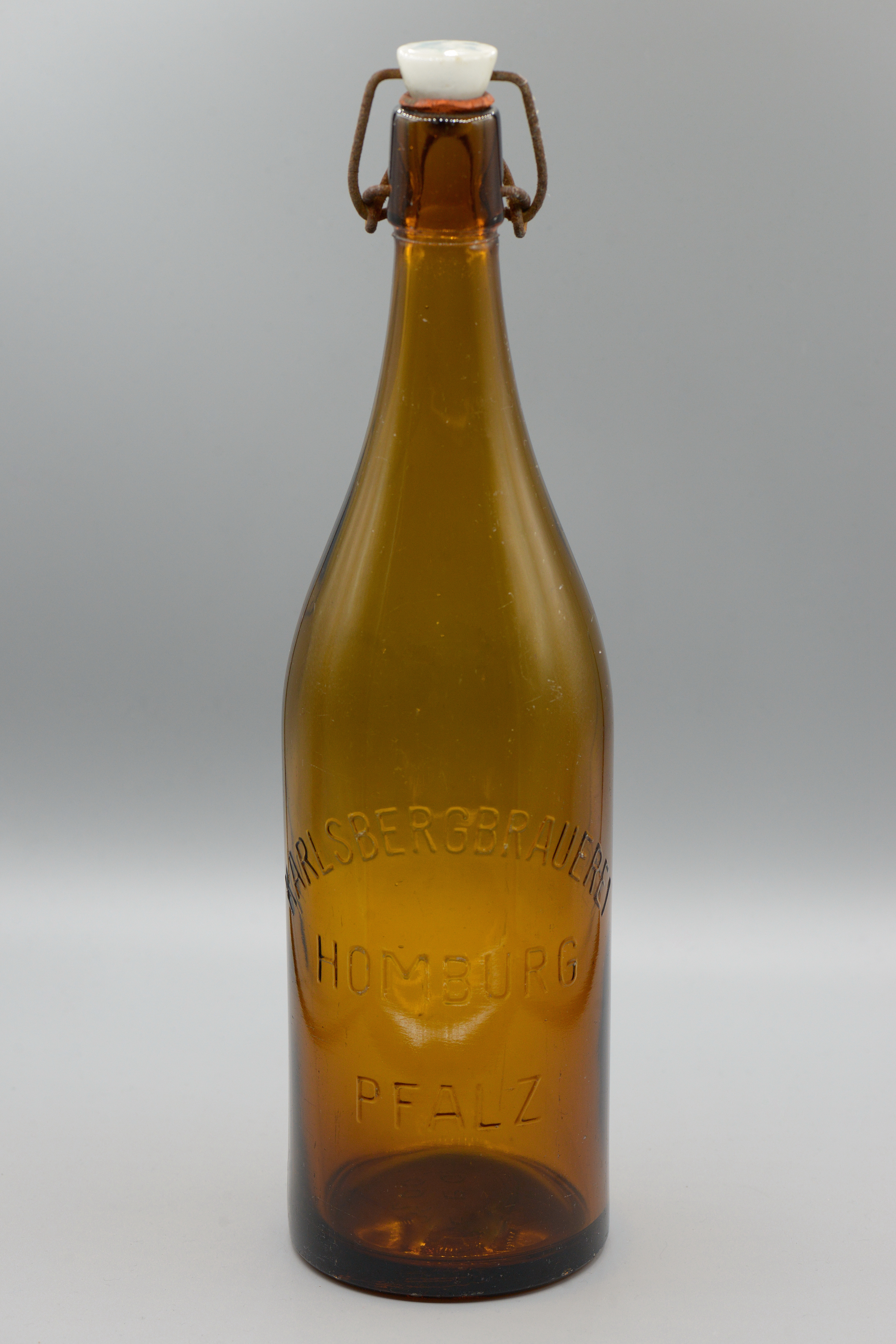
Historische Flasche der Karlsberg-Brauerei.

Als Quelle der nachfolgenden Geschichtsangaben diente, falls nicht anders angegeben, die Website der Karlsberg Brauerei.

### 1878 bis 1899
Gegründet wurde die Karlsberg Brauerei 1878 unter dem Namen Bayerische Bierbrauerei zum Karlsberg von dem einheimischen Kaufmann und Kolonialwarenhändler Christian Weber. Zu dieser Zeit war die Saarpfalz ein Teil der Pfalz (Bayern). Namensgeber der Brauerei war die ehemalige Schlossanlage Schloss Karlsberg in der Nähe der heutigen Braustätte. Die Brauanlagen, Brunnen und Immobilien erwarb der Kaufmann aus der Versteigerung der bankrotten Brauerei Jacoby.
Hinsichtlich des starken Wachstums der Brauerei wurde 1884 der Umzug an den Homburger Stadtrand notwendig. Ein neues Brauhaus sowie weitere Neu- und Umbauten ermöglichten höhere Produktionsmengen. Mit dem Bau einer Eismaschine im Jahre 1896 wurde die ganzjährige Kühlung der Biererzeugnisse möglich. 1897 wurde die Bayerische Bierbrauerei zum Karlsberg in eine Aktiengesellschaft mit einem Grundkapital von 1,1 Millionen Mark umgewandelt. Christian Weber hielt 98 Prozent der Aktien. Eine Inventur des Vorjahres zeigt: Innerhalb von nur 18 Jahren seit der Gründung vervielfachte Christian Weber durch Investitionen in Anlagen, Inventar und Immobilien den Wert der Brauerei. 1898 betrug die Kapazität der Brauerei bereits 90.000 Hektoliter pro Jahr.

### 1900 bis 1929
Mit der Kapazitätserweiterung wuchs das Vertriebsgebiet der Brauerei deutlich: Neben Kohlerevieren und Industrieregionen im Saarland fand Karlsbräu  auch in der Pfalz, in Lothringen und in Luxemburg regelmäßige Abnehmer. Die Brauerei erwarb eigene Eisenbahnwaggons, um den Transport zu bewerkstelligen. Das erste motorisierte Lastauto erhöhte 1910 den Vertriebsradius. Im gleichen Jahr übernahm Richard Weber (1897–1946), Sohn des Firmengründers, die Leitung der Brauerei. Zu diesem Zeitpunkt befand sich Karlsberg unter den 180 größten deutschen Brauereien.
Trotz ungünstiger Absatzbedingungen – unter anderem durch den Friedensvertrag von Versailles im Jahre 1918, der zur Folge hatte, dass Märkte in Lothringen, Luxemburg und der Pfalz wegbrachen – blieb die Brauerei auf Wachstumskurs. Zum 50. Firmenjubiläum im Jahre 1928 wurde die Christian-Weber-Stiftung ins Leben gerufen, die Mitarbeitern in sozialen Notlagen hilft.

### 1930 bis 1949
Nach dem Erwerb weiterer Immobilien und umfassenden Investitionen in die Produktion, darunter der Neubau eines Sudhochhauses in der Karlsbergstraße, erzielte die Brauerei einen stetig wachsenden Bierausstoß. 1937 wurde die Aktiengesellschaft in eine Kommanditgesellschaft mit persönlich haftendem Gesellschafter umgewandelt. Richard Weber wurde alleiniger geschäftsführender Gesellschafter, 1942 trat Paul Weber als Prokurist in die Karlsberg Brauerei ein. Der Zweite Weltkrieg endete mit dem Verlust zahlreicher Mitarbeiter und der vollständigen Zerstörung der Brauerei.

### 1950 bis 1960
Das Saarland wurde nach dem Krieg wirtschaftlich an Frankreich angeschlossen. Die Brauerei erschloss zügig neue Vertriebswege ins Nachbarland. Beim Export profitierte Karlsberg durch die politische Sonderstellung des Saarlandes: Die Markenvielfalt wurde erweitert. Unter anderem durch den Erwerb des in Frankreich bekannten Markennamens Walsheim. Zusätzlich begann Karlsberg 1953 als erste Brauerei mit deutsch-französischem Einzugsgebiet die Produktion von Bier in Getränkedosen (0,35 Liter). Die Absatzmenge stieg daraufhin von rund 70.000 hl im Vorjahr auf 250.000 hl an.
Nach einem gerichtlichen Vergleich mit der dänischen Carlsberg Brauerei verpflichtete sich Karlsberg 1956, um Verwechslungen zu vermeiden, für das Exportgeschäft den Namen Karlsbräu zu verwenden. In den folgenden Jahren wurde der Name Walsheim durch Karlsbräu in Frankreich und in weiteren Exportländern ersetzt. Investitionen in die Produktion verdoppelten die Kapazität der Brauerei zeitgleich auf eine Gesamtproduktionsmenge von mehr als 500.000 hl. Bei der zweiten Volksabstimmung im Jahre 1955 entschieden sich die Saarländer für den Anschluss an die Bundesrepublik Deutschland. Parallel verstärkte Karlsberg die Vertriebsaktivitäten im Direktverkauf: Als „Saarlands guter Stern“ erschloss das Unternehmen eine Vormachtstellung auf dem heimischen Markt. 1957 braute das Unternehmen erstmals Karlsberg Feingold, ein feingehopftes Pils.

### 1961 bis 1980
Ab 1962 führte Paul Weber als geschäftsführender Gesellschafter die Brauerei. Mit der Erweiterung des Sortiments um Softdrinks wie Sinalco Cola und Rilchinger Mineralwasser stärkte Karlsberg seine Position. Mit mehreren Fachverkaufsniederlassungen wurden neben dem Saarland und der Pfalz Teile Hessens, Bayerns und Nordrhein-Westfalens mit einem Tourensystem flächendeckend versorgt. Als eine der ersten Brauereien überhaupt führte Karlsberg 1968 die EDV-Verwaltung ein. 1963 wurden im Rahmen eines Pachtvertrages Produktion und Vertrieb der Biere der Brauerei Bender Kaiserslautern übernommen.
1970 brachte Karlsberg mit Karlsberg UrPils ein neues Pils mit einer herb-frischen Note auf den Markt. Nach weiteren Kapazitätserhöhungen stieg die Produktionsmenge 1974 über 1.000.000 hl pro Jahr. Unter großer öffentlicher Anteilnahme feierte die Karlsberg Brauerei 1978 ihren einhundertsten Geburtstag. 1980 führte Karlsberg als erste deutsche Brauerei die Deckungsbeitragsrechnung als Steuerungsinstrument des Vertriebserfolges ein.

### 1983 bis 1999
Richard Weber löste 1983 seinen Vater ab und wurde geschäftsführender Gesellschafter. Zuvor leitete er viele Jahre die Exportabteilung der Brauerei. Er war unter anderem dafür verantwortlich, eigene Vertriebsorganisationen in Frankreich und Italien zu etablieren. Mit dem Coca-Cola-Konzessionär OKKO Getränke GmbH sowie der mehrheitlichen Beteiligung an der Saarfürst Brauerei GmbH in Merzig festigte Karlsberg Anfang der 80er seine Position im Heimatmarkt. Zur immer größer werdenden Karlsberg Unternehmensgruppe stießen auch die Marken Schloss, Löwen und Becker in Deutschland sowie die Brasserie Saverne und die Amos Brauerei in Frankreich. In der Zwischenzeit wuchs Karlsberg zur fünftgrößten Exportbrauerei Deutschlands an.
Mit Gründel's alkoholfrei entwickelte die Brauerei 1988 ein Pils-Bier, dem auf schonende Art der Alkohol nach dem Brauprozess entzogen wurde. Die Innovation auf dem Biermarkt trug zum Wachstumsschub der Brauerei in den 1980er und 1990er Jahren bei. 1992 erwarb Karlsberg die Königsbacher Brauerei bei Koblenz, eine regionale Marke mit mehr als 300-jähriger Tradition. Mit dem französischen Logistikunternehmen Saverne Transports und Automatendienstleister ServiPlus erhöhte die Karlsberg Brauerei ihre Kundennähe: Karlsberg unterstützte die Geschäftsidee ehemaliger OKKO-Mitarbeiter von Beginn an. Innerhalb weniger Jahre wurden so das Getränke- und Snackautomatengeschäft in Deutschland, Frankreich und den Benelux-Staaten ausgedehnt.

### 2000 bis heute
Im Jahr 2002 betrug der Bierausstoß der Brauerei etwa vier Millionen Hektoliter. Im darauffolgenden Jahr wurden alleine in Deutschland 3,7 Millionen Hektoliter von Karlsberg gebraut. Im Jahre 2003 feierte das Traditions-Unternehmen 125-jähriges Bestehen.
2003 beteiligte sich die Brau Holding International (BHI), ein Joint-Venture aus dem niederländischen Braukonzern Heineken und der deutschen Schörghuber-Gruppe, zu 45 Prozent an der Karlsberg International Brand GmbH, einer Tochter der Karlsberg Brauerei KG Weber.
Am 25. Juni 2009 wurde vereinbart, dass die Karlsberg Holding den 45%igen Anteil der BHI wieder selbst übernehmen sollte. Beim Vertrieb der Marken Pschorr-Bräu und Heineken blieb eine Partnerschaft bestehen. Seitdem ist Karlsberg wieder komplett im Familienbesitz. Im August 2010 übernahm Christian Weber, der Sohn von Richard Weber, als Generalbevollmächtigter die Führung der Karsberg Brauerei GmbH.
Im Januar 2013 nahm das Unternehmen im Ranking der 500 größten Familienunternehmen der Zeitschrift Wirtschaftsblatt Platz 399 ein.
Karlsberg vertrieb die Biere der Privatbrauerei Bischoff aus Winnweiler ab 2014 bis zu deren Schließung 2022.
2020 wurde die Gesundbrunnen Bad Rilchingen GmbH an die französische Alma-Group verkauft.

### Liste der Übernahmen
In der Vergangenheit wurden diverse selbständige Brauereien aufgekauft und in die Karlsberg-Gruppe integriert, so z. B.:

#### Deutschland
- 1989: Brauerei Becker in St. Ingbert, Produktion in St. Ingbert von 1877 bis 1997.[21] Becker’s Pils wird weiterhin produziert.[22] 
Zu Brauerei Becker gehörte auch die in Saarlouis ansässige Donnerbräu GmbH, identisch mit Donnerbrauerei, 1898 bis 1978.
- Privatbrauerei Emrich in Kusel – bis 1998 – Produktion eingestellt.
- Brauerei Gross in Riegelsberg – 1882 bis 1997 – Produktion eingestellt.
- Königsbacher Brauerei in Koblenz – seit 1689 
Im Jahr 1992 wurde die Königsbacher Brauerei in den Unternehmensverband der Karlsberger Brauereien eingegliedert. Die Markenrechte von Königsbacher und Nette Pils wurden zum 1. Januar 2010 an die Bitburger Brauerei verkauft. Die Koblenzer Braustätte verblieb jedoch bei Karlsberg. Als Kompensation für die wegfallende Eigenmarke sollten dort zwischenzeitlich Biere gebraut und abgefüllt werden, die bislang in der Karlsberg Brauerei in Saverne produziert wurden.[23] Zum 1. Januar 2012 verkaufte Karlsberg das Brauhaus an Privatinvestoren aus Koblenz.
- Löwenbrauerei in Trier – Produktion eingestellt. Löwenbräu wird weiterhin produziert.
- Ottweiler Brauerei in Ottweiler – Produktion eingestellt.
- Brauerei Bender Kaiserslautern (1849–1999), vorm. F.D. Bender’s Söhne Brauerei und Mälzerei oHG Kaiserslautern, später Bender-Bräu KG, 1963 (keine komplette Übernahme, nur Produktion und Vertrieb der Biere).
- Brauerei Paqué in St. Wendel – Produktion eingestellt.
- Brauerei Saarfürst (frühere Actienbrauerei Merzig) in Merzig – 1864 bis 1987 – Produktion eingestellt.
- Schloss-Brauerei in Neunkirchen – 1838 bis 1997 – Produktion eingestellt.
- Walsheim-Brauerei in Walsheim (keine komplette Übernahme der Brauerei, nur Übernahme der Markenrechte)

#### Frankreich
- Brasserie Licorne in Saverne
- Brasserie Amos in Metz – 1868 bis 1993 – Produktion eingestellt

Die Marken dieser Brauereien werden teilweise mit einzelnen Spezialitäten-Bieren weitergeführt (z. B. Becker’s Extra), der lokale Braubetrieb wurde allerdings – mit Ausnahme von Koblenz und Saverne – zumeist eingestellt. Einige der übernommenen Biermarken werden im Angebot diverser Discounter als Billigmarken vertrieben.

## Marketing

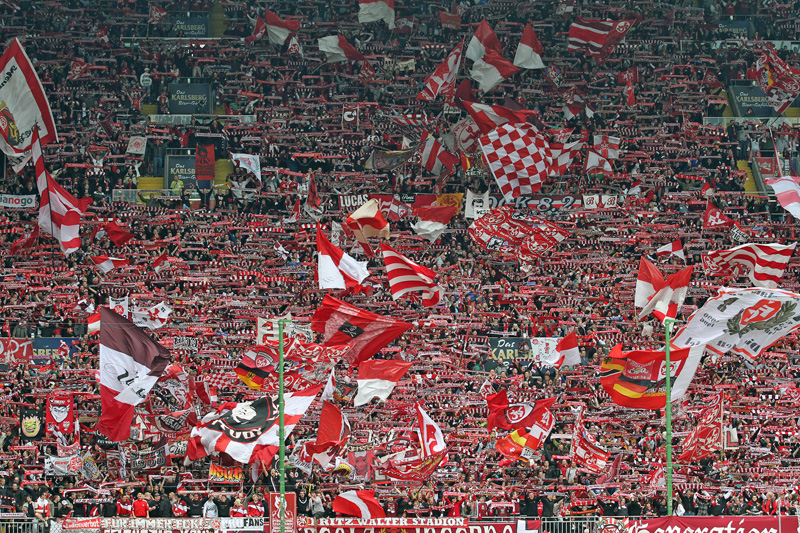
Die ehemalige Karlsberg Westtribüne im Kaiserslauterer Fritz-Walter-Stadion

Für ihre Marketingstrategie mit Bezug zu regionalen Eigenheiten und der Einbeziehung regionaler Sprachbesonderheiten (Beispiel: Hansi UrPils?) wurde die Brauerei 2012 vom Verein Deutsche Sprache für ihre sprachlich gelungene Werbung ausgezeichnet.
Karlsberg unterstützt zahlreiche Vereine sowie kulturelle Veranstaltungen, Feste und Konzerte in der Region. Dabei setzte die Brauerei seit den frühen sechziger Jahren besonders auf Sportsponsoring, unter anderem durch eine Zusammenarbeit mit dem Saarländischen Fußballverband. Bis Ende der Saison 2017/18 sponserte Karlsberg als Namensgeber in Partnerschaft mit dem Saarländischen Fußballverband die Karlsberg-Liga Saar. Das Sponsoring der Fußballvereine 1. FC Kaiserslautern (1979–2018, Hauptsponsor 1984–1987) und 1. FC Saarbrücken (bis 2010) wurde beendet, allerdings werden seit Anfang 2022 bzw. 2023 auf Basis einer Bier-Partnerschaft wieder Karlsberg-Produkte in den Heimstadien der Vereine ausgeschenkt.
Den Fußballverein FC 08 Homburg unterstützt Karlsberg seit Anfang der 1970er Jahre.
Karlsberg ist seit 2011 Partner des Musikfestivals Rocco del Schlacko.
Karlsberg nimmt an renommierten Bier-Tasting-Wettbewerben teil. Mehrere Produkte wurden im Rahmen von Meininger's International Craft Beer Award (Meininger Verlag) und der World Beer Awards, die der britische Verlag „Publishing“ jährlich auslobt, mit Medaillen ausgezeichnet.